# Saint-Nicolas-du-Bosc
Saint-Nicolas-du-Bosc is een plaats en voormalige gemeente in het Franse departement Eure (regio Normandië) en telt 269 inwoners (2005). De plaats maakt deel uit van het arrondissement Bernay. Saint-Nicolas-du-Bosc is op 1 januari 2016 gefuseerd met de gemeente Le Gros-Theil tot de gemeente Le Bosc du Theil. 

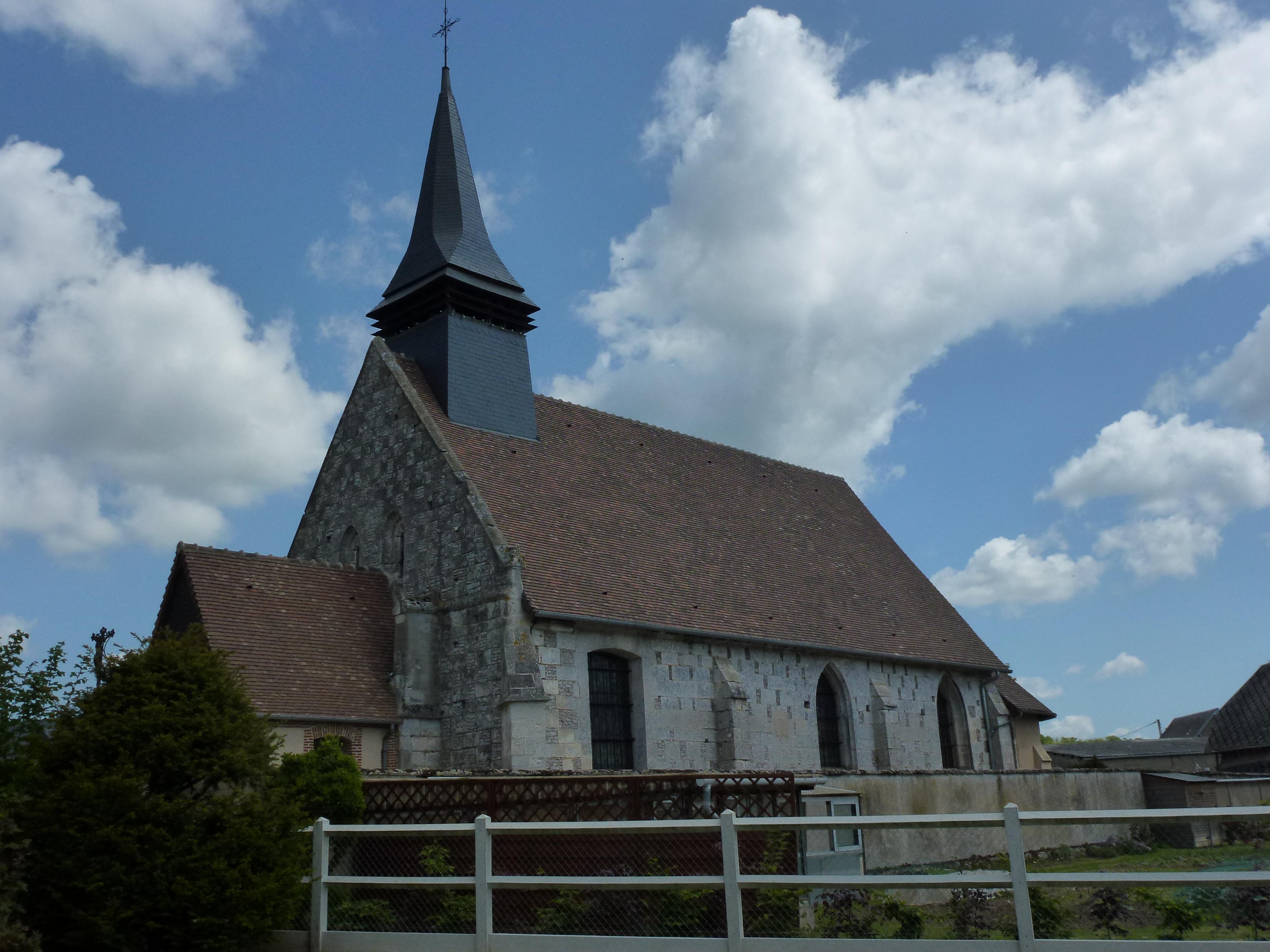
Kerk Saint-Nicolas van Saint-Nicolas-du-Bosc
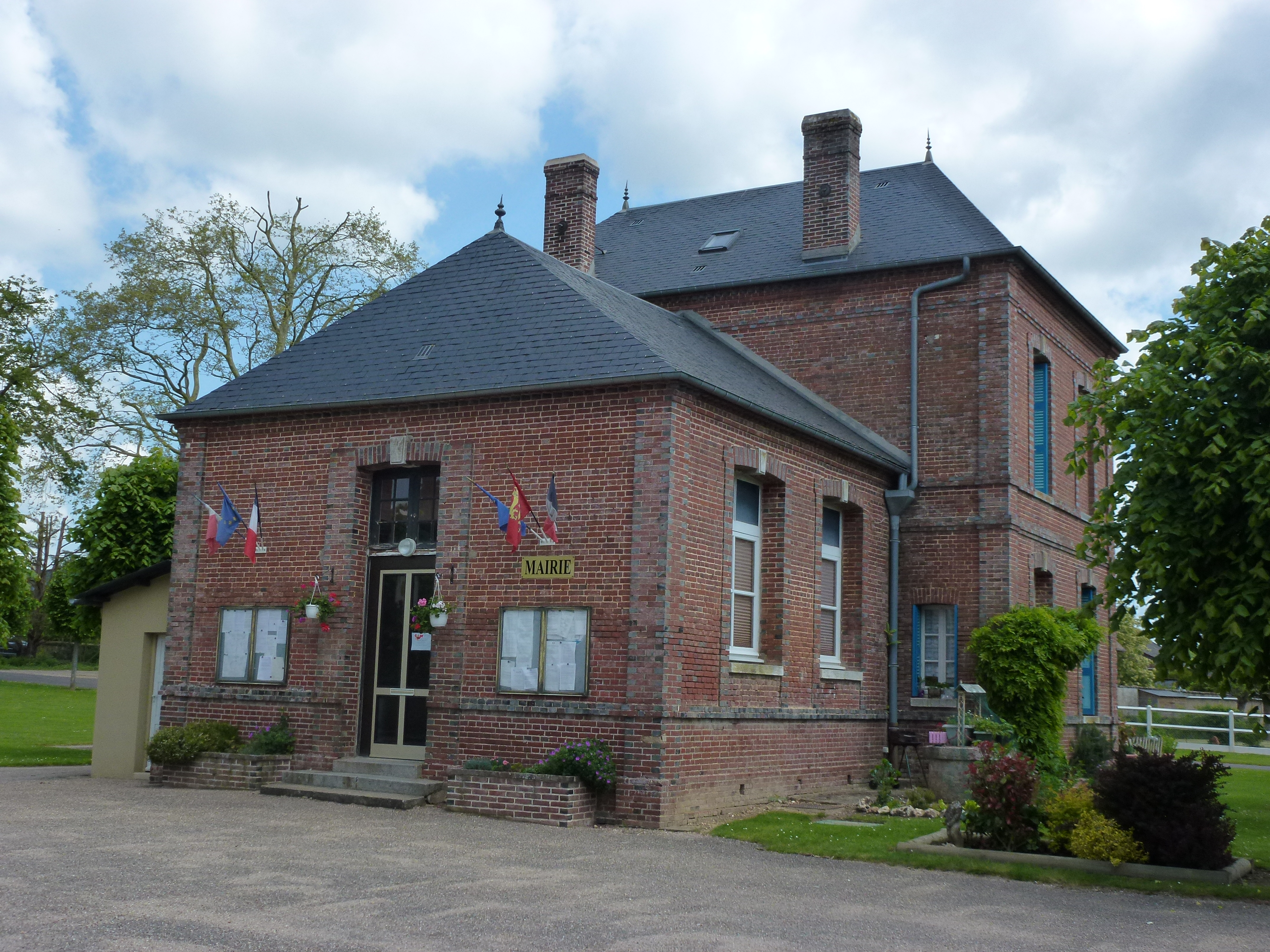
Gemeentehuis

## Geografie
De oppervlakte van Saint-Nicolas-du-Bosc bedraagt 9,4 km², de bevolkingsdichtheid is 28,6 inwoners per km².
De onderstaande kaart toont de ligging van Saint-Nicolas-du-Bosc met de belangrijkste infrastructuur en aangrenzende gemeenten.

## Demografie
Onderstaande figuur toont het verloop van het inwonertal (bron: INSEE-tellingen).